# Луїс Лопес Фернандес
Луїс Лопес Фернандес (ісп. Luis López Fernández, нар. 13 вересня 1993, Сан-Педро-Сула) — гондураський футболіст, воротар клубу «Реал Еспанья» та національної збірної Гондурасу.

## Клубна кар'єра
У дорослому футболі дебютував 2012 року виступами за команду клубу «Реал Еспанья», кольори якої захищає й донині.

## Виступи за збірну
Включений до складу національної збірної Гондурасу для участі у фінальній частині чемпіонату світу 2014 року у Бразилії, попри те, що на момент подачі заявки збірної не провів у її складі жодної офіційної гри.

## Титули і досягнення
- Переможець Центральноамериканських ігор: 2013
- Переможець Центральноамериканського кубка: 2017